# Nomada tiftonensis
Nomada tiftonensis är en biart som beskrevs av Cockerell 1903.
Arten förekommer i USA och Kanada. Den betraktades tidigare (fram till 2010) som en synonym till förväxlingsarten Nomada texana innan Droege et al. visade att den var en sann art.

## Beskrivning
Arten är en förväxlingsart till Nomada texana, och som denna har den en långsträckt, getingliknande kropp med elfenbensfärgade till blekgula tvärband på den i övrigt svarta bakkroppen.

## Ekologi
Som alla gökbin bygger arten inga egna bon, utan larven lever som boparasit hos vägbin, där den äter av det insamlade matförrådet, efter det att värdägget ätits upp eller värdlarven dödats. Arten lever på sandjord, där den flyger till blommande växter från familjer som korgblommiga växter (gullrissläktet) och kransblommiga växter (timjansläktet).

## Utbredning
Utbredningsområdet omfattar USA och Kanada från Ontario till Maine och södeut från Wisconsin till Georgia.